# Le Chant des Wallons
Ne doit pas être confondu avec Chant des étudiants wallons.
Le Chant des Wallons (Li Tchant des Walons en wallon) est l'hymne officiel de la Région wallonne conformément au décret du 23 juillet 1998 créant un hymne wallon.
Il fut écrit en 1900, en langue wallonne (et plus spécifiquement en parler de Liège), par Théophile Bovy, et mis en musique en 1901 par Louis Hillier.
Lorsqu'en 1998 le Parlement wallon a fixé les emblèmes officiels pour la Wallonie (drapeau, hymne, fête), le Chant des Wallons fut adopté par le décret du 23 juillet, après bien des débats et des propositions tel que le Valeureux Liégeois ou Li Bia Bouquet (chant de Namur). Après le choix, des paroles en français furent composées pour la circonstance.

Coq hardi rouge figurant sur la drapeau et les armoiries officielles de la Wallonie tel que défini par le décret du 23 juillet 1998 déterminant le jour de fête et les emblèmes propres à la Région wallonne.

Il a détrôné la Marche officielle de la Wallonie, du compositeur wasmois Fernand Carion (1908-1960), qui avait remporté un concours en 1953.

## Paroles officielles en français
Il ne s'agit pas d'une traduction littérale de la version d'origine, les couplets ne sont d'ailleurs ni dans le même ordre ni dans le même nombre.
I.
Nous sommes fiers de notre Wallonie,
Le monde entier admire ses enfants.
Au premier rang brille son industrie
Et dans les arts on l'apprécie autant.
Bien que petit, notre pays surpasse
Par ses savants de plus grandes nations.
Et nous voulons des libertés en masse :
Voilà pourquoi l'on est fier d'être Wallons !
II.
Entre Wallons, toujours on fraternise.
Dans le malheur, on aime s'entraider :
On fait le bien sans jamais qu'on le dise,
En s'efforçant de le tenir caché.
La charité visitant la chaumière
S'y prend le soir avec cent précautions :
On donne peu, mais c'est d'un cœur sincère :
Voilà pourquoi l'on est fier d'être Wallons !
III.
Petit pays, c'est pour ta grandeur d'âme
Que nous t'aimons, sans trop le proclamer.
Notre œil se voile aussitôt qu'on te blâme
Et notre cœur est prêt à se briser.
Ne crains jamais les coups de l'adversaire.
De tes enfants les bras te défendront
Il ne faut pas braver notre colère:
Voilà pourquoi l'on est fier d'être Wallons !

## Paroles en wallon

### Version originale (paroles officialisées par le Gouvernement Wallon)
I.  Nos-èstans fîrs di nosse pitite patrèye,
Ca lådje èt long, on djåse di sès-èfants.

Å prumi rang on l' mèt' po l' industrèye
Et d'vins lès-årts èle riglatih ot'tant.

Nosse tére èst p'tite, mins nos-avans l' ritchèsse
Dès-omes sincieûs qu'anôblihèt leû nom.

Et nos-avans dès libèrtés timpèsse:
Vola poqwè qu'on-z-èst fîr d' èsse Walon!

Et nos-avans dès libèrtés timpèsse:
Vola poqwè! Vola poqwè qu'on-z-èst fîr d' èsse Walon!

II.  Di nosse passé, qwand c'èst qu'on lét l'istwère,
On s'rècrèstêye vormint à chaque foyou,

Et nosse coûr crèh' qwand c'èst qu'on tûse al glwère
Di nos vis péres qui n'avit måy pawou.

C'est gråce a zèls qui n'djouwihans dèl påy,
Il ont språtchî l'inn'mi d'zos leû talon;

On l'z-a r'clamé lès pus vaillants qu'i-n-åye
Vola porqwè qu'on-z-èst fîr d'èsse Walon!

On l'z-a r'clamé lès pus vaillants qu'i-n-åye
Vola porqwè! Vola porqwè qu'on-z-èst fîr d'èsse Walon!

III.  On s'veût vol'tî inte frés dèl Walon'rèye
Et l'on-z-èst prèt'onk l'aûte a s'diner l'main;

On s'fait plaisir bin sovint sins qu'on l'dèye,
Nouk ni s'hågnêye qwand c'èst qu'i vout fé l'bin

Li tcharîté qui mousse èl mohinète
N'î va qu'al nut' avou mèye précôcions;

Li pô qu'on done on nèl donne qu'è catchète:
Vola porqwè qu'on-z-èst fîr d'èsse Walon!

Li pô qu'on done on nèl donne qu'è catchète:
Vola porqwè! Vola porqwè qu'on-z-èst fîr d'èsse Walon!

IV.  Pitit payîs, vos qu'a tant d'grandeûr d'âme,
Nos v's-inmans bin, sins qu'nos l'brèyanse tot haut;

Qwand on v'kidjåse, ås-oûy montèt nos låmes
Et nos sintans nosse coûr bate a gros côps!

N'åyiz nole sogne èt vikése è liyèsse
Di vos èfants lès brès èt l'coûr sont bons,

Et nos avans lès dj'vès fwèrt près dèl tièsse:
Vola porqwè qu'on-z-èst fîr d'èsse Walon!

Et nos avans lès dj'vès fwèrt près dèl tièsse:
Vola porqwè! Vola porqwè qu'on-z-èst fîr d'èsse Walon!

### Version en orthographe wallonne dite "refondue"
Habituellement on ne chante que les premier et troisième couplets. En retrait une traduction littérale pour chaque vers. Le texte complet peut être trouvé, avec différentes versions orthographiques, des adaptations régionlectales, et des fichiers audio et vidéo, sur le Wikisource wallonophone.
I.
Nos estans firs di nosse pitite patreye,
Nous sommes fiers de notre petite patrie,
Ca lådje et lon, on djåze di ses efants.
Car de tous côtés, on parle de ses enfants.
Å prumî rang, on l' mete po l' industreye
Au premier rang, on la met pour l'industrie
Et dvins les årts, ele riglatixh ostant.
Et dans les arts, elle brille autant.
Nosse tere est ptite, mins nos avans l' ritchesse
Notre terre est petite, mais nous avons la richesse
Des omes sincieus k' anôblixhèt leu nom.
D'hommes de science qui ennoblissent leur nom.
Et nos avans des libertés timpesse:
Et nous avons des libertés en masse:
Vola pocwè k' on-z est firs d' esse Walons !
Voilà pourquoi nous sommes fiers d'être Wallons !
II.
Di nosse passé cwand c' est k' on lét l' istwere,
De notre passé quand on en lit l'histoire,
On s' recrestêye vormint a tchaeke foyou.
On s'enorgueillit à chaque page.
Et nosse cour crexhe cwand c' est k' on tuze al glwere
Et notre cœur grandit quand on pense à la gloire
Di nos vîs peres ki n' avît måy pawou.
De nos vieux pères qui n'eurent jamais peur.
C' est gråce a zels ki ns djouwixhans del påye.
C'est grâce à eux que nous jouissons de la paix.
Il ont språtchî l' innmi dzo leu talon.
Ils ont écrasé l'ennemi sous leur talon.
On ls a rclamé les pus vayants k' i gn åye:
On les a proclamés les plus courageux qui soient:
Vola pocwè k' on-z est fir d' esse Walon !
Voilà pourquoi nous sommes fiers d'être Wallons !
III.
Pitit payis, vos k' a tant d' grandeur d' åme,
Petit pays, vous qui avez tant de grandeur d'âme,
Nos vos inmans bén, sins k' nos l' breyanxhe tot hôt.
Nous vous aimons, sans que nous le criions tout haut.
Cwand on vs kidjåze, ås ouys montèt nos låmes
Quand on vous médit, aux yeux montent nos larmes
Et nos sintans nosse cour bate a gros côps !
Et nous sentons notre cœur battre à gros coups !
N' åyîz nole sogne et vikez e liyesse,
N'ayez nulle peur et vivez en liesse,
Di vos efants, les bresses et l' cour sont bons.
De vos enfants, les bras et le cœur sont bons.
Et nos avans les tchveas foirt près del tiesse:
Et nous avons les cheveux fort près de la tête [=nous sommes prompts à réagir] :
Vola pocwè k' on-z est fir d' esse Walon !
Voilà pourquoi nous sommes fiers d'être Wallons !
IV.
On s' voet voltî inte frés del Walonreye
On s'aime entre frères de Wallonie
Et on-z est presse onk l' ôte a s' diner l' mwin.
Et on est prêts l'un l'autre à se donner la main.
On fwait plaijhi bén sovint sins k' on l' deye.
On fait plaisir bien souvent sans qu'on ne le dise.
Nouk ni s' håynêye cwand c' est k' i vout fé l' bén.
Nul ne s'affiche quand il veut faire le bien.
Li tchårité ki mousse el måjhinete
La charité qui entre dans la maisonnette
N' î va k' al nute avou meye precôcions.
N'y va que de nuit avec mille précautions.
Li pô k' on dene on nel dene k' e catchete:
Le peu qu'on donne, on le donne qu'en cachette:
Vola pocwè k' on-z est fir d' esse Walon !
Voilà pourquoi nous sommes fiers d'être Wallons !